# Кечинов Валерій Вікторович
Валерій Вікторович Кечинов (рос. Валерий Викторович Кечинов, нар. 5 серпня 1974, Ташкент) — узбецький і російський футболіст, що грав на позиції нападника.
Виступав, зокрема, за клуб «Спартак» (Москва), а також національні збірні Узбекистану і Росії.

## Клубна кар'єра
Вийшов з дворового футболу, першим тренером був батько — екс-гравець «Пахтакор», суддя республіканської категорії, тренер союзної збірної Узбекистану — Віктор Петрович Кечинов.
Спочатку займався в школі ташкентського «Трактора», а після того, як в матчах чемпіонату Ташкента став найкращим бомбардиром, переведений в спецкласс «Пахтакора».
Викликався в юнацьку збірну СРСР, з якою став переможцем меморіалу Гранаткіна.
З 1991 року — в складі «Пахтакора». У чемпіонатах СРСР не грав, виступав тільки за дублерів. Провів одну гру на Кубок СРСР проти липецького «Металурга» — гра завершилася з рахунком 0:0, а Валерій грав останні 5 хвилин.
З 1992 року — основний гравець команди. У сезоні 1992 став чемпіоном Узбекистану, найкращим футболістом країни і бомбардиром чемпіонату.
У 1993 погодився на перехід у «Спартак» (Москва), проте до 2-го кола чемпіонату Росії не виходив на поле — «Пахтакор» не висилав трансферний лист на гравця.
Однак відразу заграти не вдалося. У тому ж 1993 році в товариському матчі на турнірі в Ла-Коруньї проти київського «Динамо», в зіткненні з Олегом Лужним, отримав серйозну травму — розрив хрестоподібних зв'язок. Наслідки цієї травми переслідували Кечинова постійно, а після рецидиву в 1998 році, на відновлення пішов цілий сезон і серйозні клуби втратили до гравця інтерес.
Регулярно став виходити в складі москвичів тільки з осені 1994 року. Спочатку грав на позиції чистого або відтягнутого нападника. Однак в 1997 році був переведений тренером «Спартака» Олегом Романцевим на правий фланг півзахисту, де діяв успішно, нерідко демонструючи свої навички форварда (граючи крайнього нападника), і в той же час встигаючи відпрацьовувати в захисті. При необхідності виходив на поле також в центрі півзахисту.
Після відходу зі «Спартака» перейшов в «Сатурн-REN TV». Непогано відігравши в «Сатурні», перейшов в ярославський «Шинник», але влітку 2004 року разом з Олександром Ширко потрапив в автомобільну аварію. Оскільки він не був пристебнутий, отримав невеликі пошкодження, і, поки відновлювався, втратив місце в основі команди.

## Виступи за збірні
1992 року дебютував в офіційних матчах у складі національної збірної Узбекистану. Протягом кар'єри у цій національній команді, яка тривала усього рік, провів у формі головної команди країни 3 матчі.
Протягом 1994—1995 років залучався до складу молодіжної збірної Росії. На молодіжному рівні зіграв у 6 офіційних матчах, забив 2 голи.
1995 року дебютував в офіційних матчах у складі національної збірної Росії. Протягом кар'єри у національній команді, яка тривала 4 роки, провів у формі головної команди країни лише 6 матчів, забивши 2 голи.

## Кар'єра тренера
З червня 2006 року по травень 2008 року працював тренером дублерів «Спартака».
З червня 2008 року був помічником старшого тренера «Томі» Мирослава Ромащенка. Після низки невдалих матчів 4 вересня 2008 року розірвав контракт з клубом.

## Статистика виступів

### Статистика виступів за клуби
| Клуб               | Сезон             | Чемпіонат | Чемпіонат | Кубок/Суперкубок | Кубок/Суперкубок | Єврокубки | Єврокубки | Усього | Усього |
| Клуб               | Сезон             | Матчі     | Голи      | Матчі            | Голи             | Матчі     | Голи      | Матчі  | Голи   |
| ------------------ | ----------------- | --------- | --------- | ---------------- | ---------------- | --------- | --------- | ------ | ------ |
| Пахтакор           | 1991              | 0         | 0         | 1                | 0                | 0         | 0         | 1      | 0      |
| Пахтакор           | 1992              | 28        | 24        | ? 1              | 2                | 0         | 0         | ? 29   | 26     |
| Пахтакор           | 1993              | 10        | 6         | ?                | 0                | 0         | 0         | ? 10   | 6      |
| Спартак            | 1993              | 1         | 0         | 0                | 0                | 0         | 0         | 1      | 0      |
| Спартак-дуб.       | 1993, 2-га ліга   | 6         | 5         | 0                | 0                | 0         | 0         | 6      | 5      |
| Спартак            | 1994              | 9         | 3         | 4                | 1                | 3         | 0         | 16     | 4      |
| Спартак-дуб.       | 1994, 3-тя ліга   | 6         | 2         | 0                | 0                | 0         | 0         | 6      | 2      |
| Спартак            | 1995              | 21        | 4         | 4                | 0                | 7         | 2         | 32     | 6      |
| Спартак            | 1996              | 30        | 13        | 3                | 2                | 5         | 1         | 38     | 16     |
| Спартак            | 1997              | 22        | 11        | 0                | 0                | 10        | 3         | 32     | 14     |
| Спартак-дуб.       | 1997, 3-тя ліга   | 1         | 2         | 0                | 0                | 0         | 0         | 1      | 2      |
| Спартак            | 1999              | 26        | 4         | 3                | 0                | 6         | 0         | 35     | 4      |
| Спартак            | 2000              | 3         | 0         | 2                | 2                | 6         | 0         | 38     | 14     |
| Спартак-2          | 2000              | 10        | 2         | 0                | 0                | 0         | 0         | 10     | 2      |
| Сатурн (Раменське) | 2001              | 24        | 9         | 4                | 1                | 0         | 0         | 28     | 10     |
| Сатурн (Раменське) | 2002              | 12        | 4         | 0                | 0                | 0         | 0         | 12     | 4      |
| Шинник             | 2002              | 9         | 4         | 1                | 0                | 0         | 0         | 10     | 4      |
| Шинник             | 2003              | 19        | 2         | 5                | 0                | 0         | 0         | 24     | 2      |
| Шинник             | 2004              | 14        | 1         | 2                | 0                | 0         | 0         | 16     | 1      |
| Усього за кар'єру  | Усього за кар'єру | 251       | 96        | ? 28             | 6                | 31        | 6         | ? 310  | 108    |

### Статистика виступів за збірну
| Дата       | Місто   | Господарі | Результат | Гості             | Турнір              | Голи | Примітки |
| ---------- | ------- | --------- | --------- | ----------------- | ------------------- | ---- | -------- |
| 06/05/1995 | Москва  | Росія     | 3 – 0     | Фарерські острови | Відбір до ЧЄ 1996   | 1    |          |
| 11/02/1996 | Та-Калі | Росія     | 3 – 1     | Словенія          | Rothmans Tournament | -    |          |
| 28/08/1996 | Москва  | Росія     | 2 – 2     | Бразилія          | товариський матч    | -    | 77'      |
| 07/02/1997 | Гонконг | Росія     | 1 – 1     | Югославія         | Lunar New Year Cup  | -    | 88'      |
| 30/04/1997 | Москва  | Росія     | 3 – 0     | Люксембург        | Відбір до ЧС 1998   | 1    |          |
| 18/02/1998 | Афіни   | Греція    | 1 – 1     | Росія             | товариський матч    | -    | 46'      |
| Усього     |         | Матчів    | 6         |                   | Голів               | 2    |          |

## Досягнення
- Вища ліга чемпіонату Росії
  -  Чемпіон (6): 1993, 1994, 1996, 1997, 1999, 2000
  -  Бронзовий призер (1): 1995

- Кубок Росії
  -  Володар (1): 1993/94
  -  Фіналіст (1): 1995/96

- Чемпіон Узбекистану
  -  Чемпіон (1): 1992

- Футболіст року в Узбекистані: 1992

- Найкращий футболіст чемпіонату Узбекистану: 1992

- У списку 33-х кращих футболістів чемпіонату Росії: № 1 — 1997

- У єврокубках провів 31 гру, забив 6 м'ячів